# フランチェスコ・ヌーロ (駆逐艦)
フランチェスコ・ヌーロ (Francesco Nullo) はイタリア海軍の駆逐艦。サウロ級。

## 艦歴
1924年10月9日起工。1925年11月14日進水。1927年4月15日就役。
1927年の海上公試の際、「フランチェスコ・ヌーロ」はサウロ級で最速となる37.4ノットを発揮している。
1928年、イタロ・バルボの西地中海での航空機による飛行を支援した。
1935年、紅海配備となる。その後地中海に戻り、スペイン内戦に参加。
1940年6月10日のイタリアの第二次世界大戦参戦時はマッサワにあり、同型艦の「チェザーレ・バティスティ」、「ナザリオ・サウロ」、「ダニエーレ・マニン」とともに第3駆逐隊を編成していた。駆逐隊の指揮官はCostantino Borsini少佐であった。
7月26日、「チェザーレ・バティスティ」および潜水艦「Alberto Guglielmotti」とともにマッサワからイギリス船捜索に向かうが何も発見できなかった。
1940年8月24日-25日、「ナザリオ・サウロ」とともに報告のあったギリシャ船捜索にあたるが発見できなかった。
10月20日、「フランチェスコ・ヌーロ」と駆逐艦「ナザリオ・サウロ」、「パンテーラ」、「レオーネ」とともに出撃しBN7船団捜索に向かった。BN7船団は32隻の船で構成され、護衛は軽巡洋艦「リアンダー」、駆逐艦「キンバリー」、スループ「オークランド」、「インダス」、「ヤラ」、掃海艇2隻であった。イタリア側の作戦は「パンテーラ」と「レオーネ」が護衛を引き離している間に「ナザリオ・サウロ」と「フランチェスコ・ヌーロ」が商船を攻撃するというものであった。イタリア駆逐艦は21時15分に二手に別れ、23時21分に「パンテーラ」が煙を発見。「パンテーラ」と「レオーネ」は船団の護衛と交戦し、任務達成と判断して離脱した。一方、「ナザリオ・サウロ」と「フランチェスコ・ヌーロ」は目標を発見できず、21日1時48分に「リアンダー」および別の船1隻と遭遇した。「ナザリオ・サウロ」は「リアンダー」に対して魚雷1本を発射し、「リアンダー」も目標を見失うまで砲撃を行った。この後「ナザリオ・サウロ」は再び船団攻撃を試み、魚雷を発射するも外れた。「ナザリオ・サウロ」は帰途に就いたが、「フランチェスコ・ヌーロ」は攻撃を試みた際に舵が一時的に動かなくなり「ナザリオ・サウロ」とは離れてしまった。
2時20分に「リアンダー」の探照灯が「フランチェスコ・ヌーロ」を捉えた。「リアンダー」は「フランチェスコ・ヌーロ」に対して砲撃を行い、「フランチェスコ・ヌーロ」も最初は「オークランド」と思われる艦を、次いで「リアンダー」を砲撃した。この交戦で「フランチェスコ・ヌーロ」は被弾してジャイロコンパスや方位盤が破損し、攻撃を断念してHarmil Channel方面へと向かった。「キンバリー」が「フランチェスコ・ヌーロ」を追跡し、ハーミル島沖で「フランチェスコ・ヌーロ」を発見。この時「フランチェスコ・ヌーロ」側では「キンバリー」を「ナザリオ・サウロ」と誤認していた。「キンバリー」は5時53分（5時55分）に「フランチェスコ・ヌーロ」に対して発砲、「フランチェスコ・ヌーロ」も4分後（2分後）に砲撃を開始した。また6時15分にはハーミル島の4.7インチ砲も戦闘に加わった。6時20分、「フランチェスコ・ヌーロ」は岩礁と接触して船体および舵を損傷。続いて機関室に被弾し動力を失った。「キンバリー」は「フランチェスコ・ヌーロ」に対して魚雷を発射し、1本目は外れたが2本目が6時35分に命中して「フランチェスコ・ヌーロ」は分断された。砲台の要員によって乗員106名が救助された。
「キンバリー」は当初「フランチェスコ・ヌーロ」は完全に水没したという事実と異なる報告をしていた。そのため、10月21日のブリストル・ブレニム3機による「フランチェスコ・ヌーロ」の残骸攻撃を受けてイギリス側は敵艦は2隻であったと結論付けている。
「フランチェスコ・ヌーロ」の砲は砲台用に転用された。